# Réacteur de grande puissance à tubes de force

Schéma simplifié d'un RBMK.

Un réacteur de grande puissance à tubes de force (russe : Реактор Большой Мощности Канальный / Reaktor Bolshoy Moshchnosti Kanalnyi, ou RBMK — РБМК — en abrégé) est un type de réacteur nucléaire de conception soviétique, connu pour avoir été impliqué dans la catastrophe nucléaire de Tchernobyl en 1986.

## Historique
Ce réacteur est destiné à la production industrielle d’électricité et à la production de plutonium. Les plus puissants réacteurs RBMK (exemple : la centrale nucléaire d'Ignalina) atteignent une puissance électrique de 1 500 mégawatts chacun, ce qui était un record jusqu'à la mise en service du premier réacteur EPR (centrale nucléaire de Taishan).
Ce type de réacteur est connu pour être à l'origine de la catastrophe nucléaire de Tchernobyl en raison d'erreurs de manipulation des opérateurs et de défauts intrinsèques de conception. Depuis, tous les autres réacteurs RBMK ont été revus et modifiés. Le dernier réacteur de la centrale nucléaire de Tchernobyl a été définitivement arrêté en décembre 2000. À cette époque, il existait dix-sept réacteurs de ce type. En 2005, il en restait encore douze en activité dans le monde, situés en Russie et en Lituanie (quatre à la centrale nucléaire de Koursk, quatre à la centrale nucléaire de Leningrad, trois à la centrale nucléaire de Smolensk et un à la centrale nucléaire d'Ignalina). Ceux-ci ont cependant subi des modifications, notamment au niveau des barres d'arrêt d'urgence afin de rendre ce type de réacteur plus sûr. En 2009, la Lituanie décide de fermer le dernier réacteur de la centrale d'Ignalina dans le but d'entrer dans l'Union européenne. Après la fermeture des deux plus anciens réacteurs de ce type à la centrale de Leningrad en 2018 et 2020, il en reste 7 en 2024 tous situés en Russie.
Le RBMK est l’aboutissement du programme nucléaire soviétique pour la conception d’un réacteur refroidi à l’eau légère, basé sur les modèles existants de réacteurs militaires au plutonium modérés par du graphite. Le premier de ces réacteurs, AM-1 (« Атом Мирный », Atom Mirnyi, littéralement Atome pacifique), produisait 5 MW d’électricité (30 MW thermiques) et alimenta la ville d'Obninsk entre 1954 et 1959[réf. nécessaire].
Avec de l’eau légère pour liquide de refroidissement et du graphite comme modérateur, il est possible d’utiliser de l’uranium peu enrichi comme combustible nucléaire (à 1,8 % de 235U, contre 3 % environ pour l'uranium utilisé dans les réacteurs à eau pressurisée). Ainsi, ce réacteur ne nécessite ni enrichissement massif de l'uranium, ni d'eau lourde. Pour les militaires soviétiques, il avait aussi l’intérêt de produire d’importantes quantités de plutonium (élément utilisé dans la fabrication de certaines armes nucléaires)[réf. nécessaire].
Tous les RBMK ont été construits et connectés au réseau entre 1973 (Leningrad-1) et 1990 (Smolensk-3). Ils appartiennent à trois générations ayant des caractéristiques de sûreté sensiblement différentes.
Cette technologie fait appel essentiellement à des métiers de « tuyauteurs » et la fabrication des principaux composants peut être assurée par les moyens existants à l'époque dans les usines. Les contraintes de fabrication, de montage et de transport ne sont pas de nature à limiter une augmentation de puissance des tranches. La présence de plus de 1 000 circuits primaires indépendants a été jugée à l'époque comme un gage de sûreté du réacteur (pas de grosses ruptures)[réf. nécessaire].
Six unités sont des RBMK de « première génération » (Leningrad-1 et 2, Koursk-1 et 2 et Tchernobyl-1 et 2). Elles ont été conçues et mises au point dans la première moitié des années 1970, avant l’adoption en Union soviétique des nouvelles normes de conception et de construction des réacteurs (OPB-82).
Les réacteurs installés depuis la fin des années 1970 et la première moitié des années 1980 sont généralement classés comme RBMK de « deuxième génération » (Leningrad-3 et 4, Koursk-3 et 4, Ignalina-1, Tchernobyl-3 et 4, Smolensk-1 et 2). Ignalina-2, quant à lui, incorpore des caractéristiques de sûreté allant au-delà de celles des autres réacteurs de la deuxième génération, lesquels ont été conçus et construits conformément à des normes révisées publiées en 1982.  
Après l'accident de Tchernobyl, les normes de sûreté soviétiques ont été revues une fois encore (OPB-88). Le réacteur de Smolensk-3 a été construit selon ces normes de RBMK de « troisième génération ». De nouvelles modifications de conception ont été encore apportées à l'unité Koursk-5, qui était en construction, jusqu’à son annulation en 2012. 

## Conception

Schéma détaillé d'un RBMK.

La conception d'un RBMK repose sur des tubes de force d'un diamètre de 88 mm et d'une épaisseur de 4 mm en alliage zirconium-niobium, susceptibles de résister à une température et une pression très élevées. Il y a 1661 tubes de force en tout dans le cœur. D'une longueur de 7 m, ils sont disposés verticalement dans un empilement de blocs de graphite d'une longueur de 12 mètres faisant office de modérateur. Le réacteur est refroidi à l’eau ordinaire pour des raisons d'économie, qui entre en ébullition à la température de 290 °C dans le cœur (de façon comparable aux réacteurs à eau bouillante). Le combustible du cœur est composé de 192 tonnes d'oxyde d'uranium légèrement enrichi à 2 % (2,6% après l'accident de Tchernobyl), sous forme de barres de 3,5 mètres et de 13,5 mm de diamètre regroupées par deux placées l'une au-dessus de l'autre et déchargées simultanément dans chaque tube de force. La puissance spécifique dans le combustible est assez faible, le taux de combustion moyen est de 20 000 MWj par tonne.
La température de fonctionnement normale est de 650°C.
Ce type de réacteur produit environ 3 kg de plutonium par tonne d'uranium consumée. Environ 6 % de l'énergie thermique du réacteur est produite dans le graphite. Le mélange hélium-azote facilite le transfert de chaleur entre le graphite et les canaux et protège le graphite contre l'oxydation.
D'autre part, le cœur d'un réacteur RBMK est très volumineux, 20 fois celui d’un réacteur à eau pressurisée.

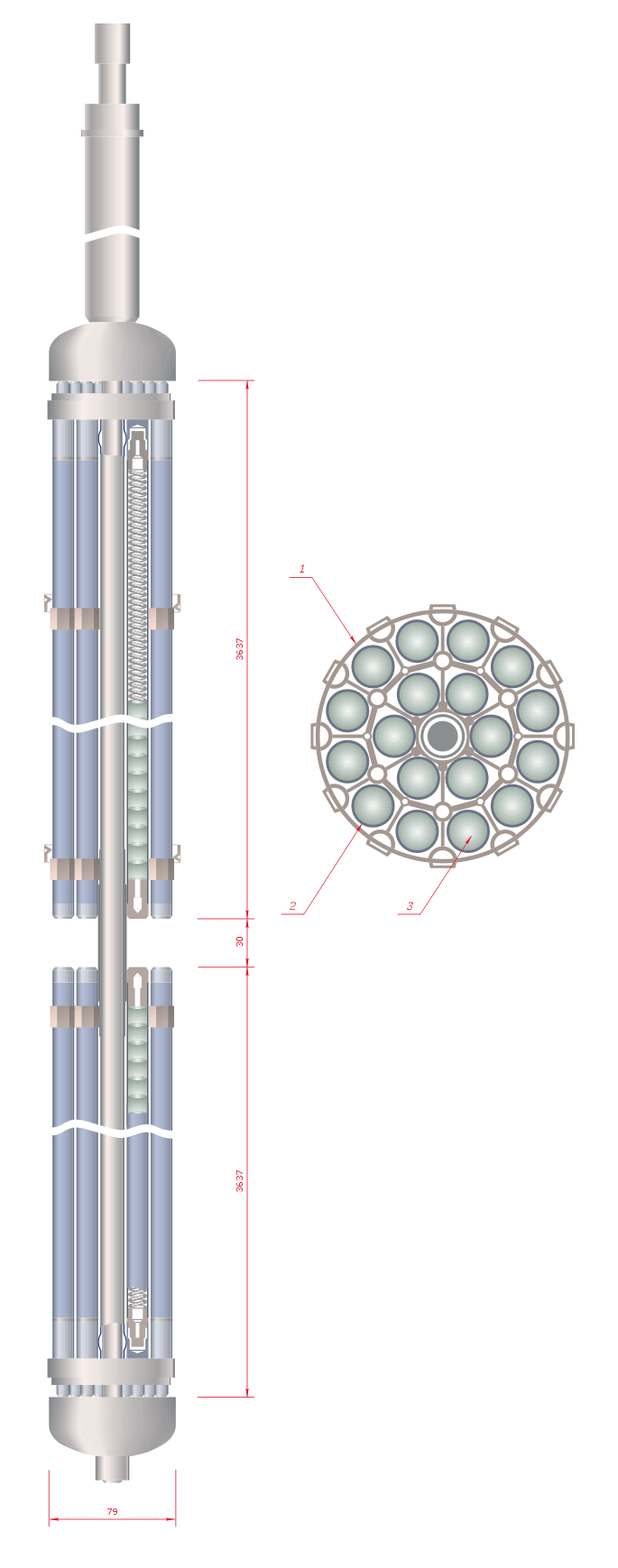
Dessin et vue en coupe d'une barre de combustible d'un réacteur RBMK.

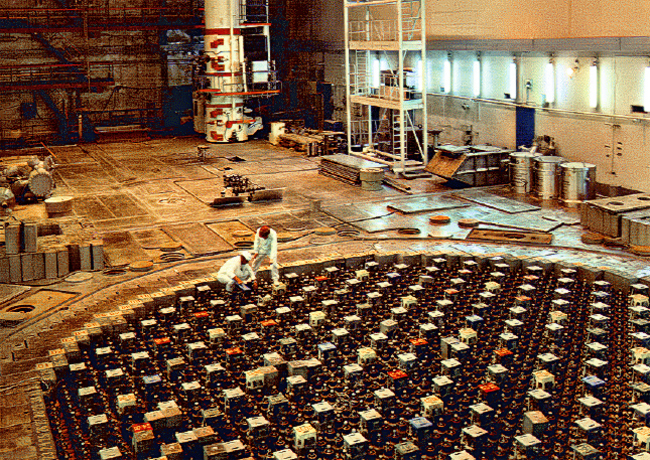
Chargement du réacteur d'Ignalina ; en arrière plan au fond, la machine de chargement-déchargement.

L'ensemble du bloc réacteur repose sur une structure mécano-soudée qui est contenue dans une cavité en béton, le diamètre du cœur mesurant 14 m pour un poids total de 1 700 tonnes.
Au-dessus du réacteur, une machine permet le chargement et déchargement du combustible de manière continue sans arrêter le réacteur. Elle comporte un circuit de refroidissement particulier. Après accostage de la machine sur la tête d'un canal de combustible, l'ensemble des deux assemblages du canal est retiré puis, après rotation d'un barillet, deux assemblages neufs sont descendus dans le canal et celui-ci est refermé, la machine va ensuite déposer les assemblages irradiés dans une piscine de désactivation.
Le contrôle du réacteur est assuré par 211 barres absorbantes de neutrons, qui occupent des tubes de force analogues à ceux qui contiennent le combustible et réparties un peu partout dans le cœur. Ces barres sont actionnées par des mécanismes situés au-dessus du cœur sous le plancher de protection du hall.
Le refroidissement du réacteur est effectué par deux boucles évacuant chacune l'énergie produite par la moitié du cœur. Chaque boucle comprend deux séparateurs de vapeur et quatre pompes de recirculation (trois en fonctionnement et une en réserve). Le mélange d'eau et de vapeur sortant de chaque tube de force arrive par une tuyauterie dans un de ces ballons séparateurs de 30 m de long et de 2,30 m de diamètre, dans lesquels l'eau et la vapeur sont séparées. La vapeur est envoyée à la turbine et l'eau retourne par 12 tuyauteries vers les collecteurs et les pompes de re-circulation qui alimentent les tubes de force par un système de collecteurs, de sous-collecteurs et de tuyauteries. Sur chaque boucle, il y a 22 sous-collecteurs de 300 mm de diamètre.

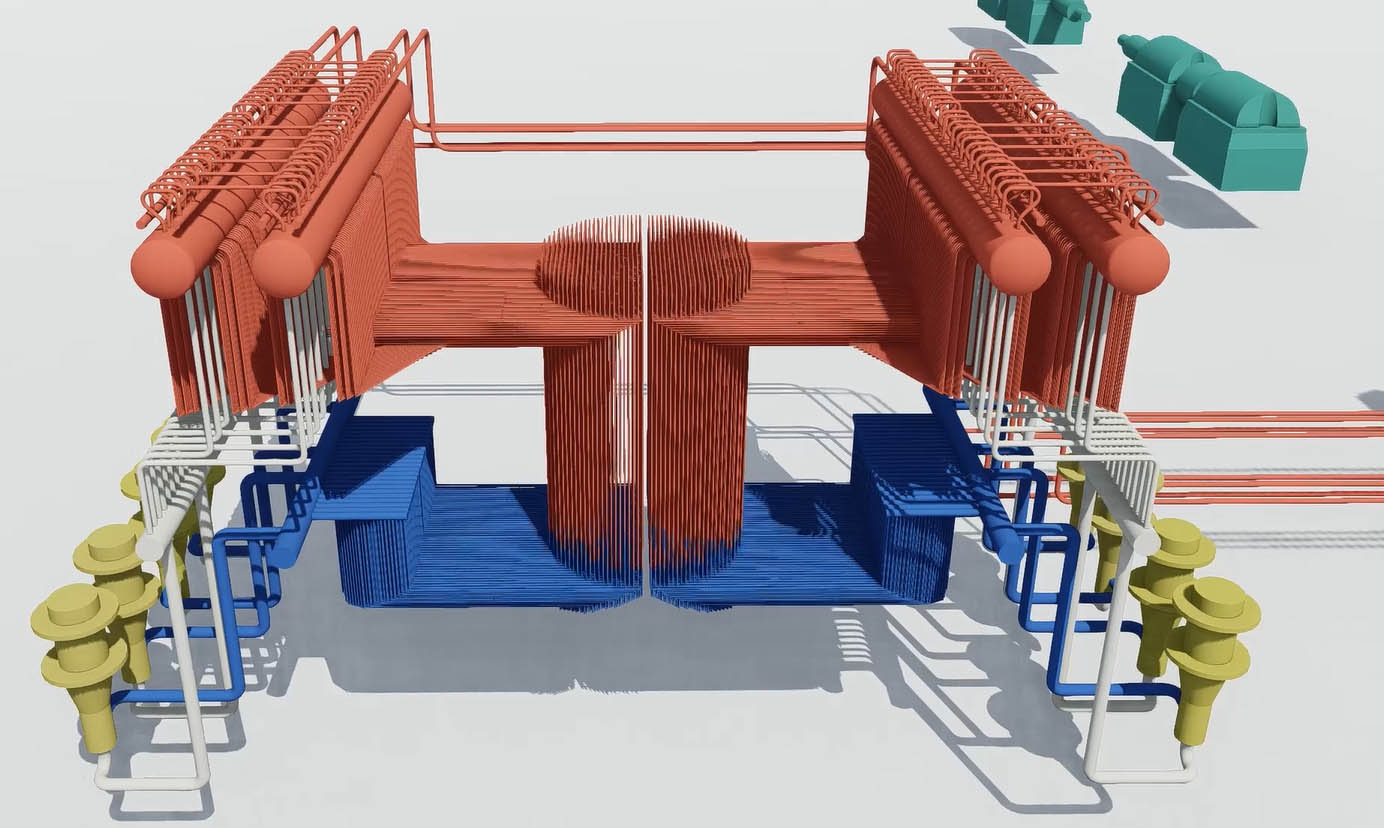
Système de circulation d'un RBMK illustrant les séparateurs de vapeur (rouge), les pompes (jaune) et le réseau de canalisations.

Un circuit de refroidissement de secours permet de refroidir le cœur en cas de brèche du circuit principal de refroidissement (rupture d'une tuyauterie du circuit de circulation, rupture d'un conduit de vapeur ou rupture d'une tuyauterie d'alimentation en eau).
Comme la modération des neutrons est essentiellement due à des éléments de graphite fixes, une augmentation de l’ébullition se traduit par une diminution du refroidissement et de l’absorption des neutrons sans qu’il y ait inhibition de la réaction de fission dans le réacteur, d’où un coefficient de vide fortement positif. Ceci rend le système vulnérable à un accident de rétroaction positive, comme ce fut le cas à Tchernobyl.
Les réacteurs RBMK présentent toutefois certains avantages techniques : par exemple, ils comportent une quantité d'eau environ deux fois supérieure à celle d'un réacteur à eau bouillante occidental classique, tandis que la puissance spécifique du combustible est égale à environ 75 % de celle d'un réacteur à eau pressurisée occidental. Ces éléments jouent un rôle significatif dans la montée en température progressive du combustible lors de nombreux scénarios accidentels. D'autre part le grand inventaire en eau signifie que l'enceinte de confinement et les systèmes de décharge doivent être capables de gérer davantage d'énergie stockée,,.
En revanche plusieurs défauts de conception ont été mis en évidence lors de l'accident nucléaire de Tchernobyl, et nécessitent des modifications afin de rendre leur exploitation moins dangereuse.

## Les défauts de conception du réacteur RBMK
« Avoir plus de 1000 circuits primaires individuels accroît la sûreté du réacteur [ … ]. La sûreté des réacteurs nucléaires soviétiques est assurée par un large éventail de mesures. » Semenov, directeur adjoint de l'AIEA - Juin 1983.
L'accident de Tchernobyl a mis en évidence plusieurs défauts structurels des réacteurs RBMK.

### Un système d'arrêt lent et non fiable
Le premier défaut concerne la durée de descente, en cas d'arrêt d'urgence, des barres de contrôle en bore (matériau absorbant les neutrons dans le cœur du réacteur ce qui interrompt la réaction de fission). De l'ordre de 2 secondes dans les pays occidentaux, la durée de descente prévue dans la conception d'origine du réacteur RBMK est de 18 secondes. Ce système d'arrêt d'urgence de la réaction nucléaire est donc trop lent, notamment face à un emballement du réacteur,,.
Le second défaut concerne la conception de ces barres du système d'arrêt d'urgence du réacteur RBMK. Leur extrémité est en effet faite de graphite qui provoque un ralentissement des neutrons et donc une hausse de la réactivité au contraire du bore contenu dans la partie centrale des barres qui lui absorbe les neutrons. Au début de leur insertion dans le réacteur, cette conception des barres d'arrêt provoque donc une augmentation de la réactivité et donc de la puissance,.
Lors de l'accident de Tchernobyl, les barres qui avaient d'abord été retirées afin de maintenir la puissance du réacteur, ont été réintroduites pour bloquer en urgence la réaction d'excursion nucléaire par les opérateurs. Mais les canaux d'insertion ayant été déformés par la forte élévation de température, seules leurs extrémités faites de graphite s'insèrent dans le haut du réacteur déjà surchauffé, provoquant dès lors une multiplication de la réaction de fission par 100 aboutissant à l'explosion.

### L'absence d'enceinte de confinement
Le troisième défaut des réacteur RBMK est l'absence d'une enceinte de confinement en acier et béton armé du même type que celle équipant la plupart des réacteurs occidentaux pour empêcher ou tout du moins limiter le rejet de matières radioactives. À la place d'une enceinte, les RBMK sont équipés de plusieurs compartiments étanches destinés à assurer le confinement de différentes zones du réacteur en cas d'accident. Cependant les ruptures multiples de tubes de force comme ce fut le cas lors de l'accident de Tchernobyl, n'étaient pas couvertes par cette conception.
Il faut noter toutefois que les enceintes des réacteurs occidentaux ne sont pas calculées pour contenir une explosion et l'onde de choc de la puissance de celle qui a eu lieu à Tchernobyl, évaluée à 75 tonnes de TNT,.

### Un réacteur instable à basse puissance
Le quatrième défaut est le coefficient de vide positif qui rend le réacteur RBMK instable à faible puissance. Le combustible et l’eau de refroidissement qui devient vapeur contribuent d’une manière antagoniste à ce coefficient, en capturant des neutrons durant leur ralentissement.
Quand la température dans le cœur augmente, davantage de neutrons sont capturés du fait de l’agitation thermique (effet Doppler). Ils sont donc perdus pour la fission. Le coefficient de température du combustible est donc dit négatif car ralentissant la réaction de fission.
À l'inverse, le coefficient de température de l’eau de refroidissement est dit lui positif. En effet, à l'intérieur du cœur, l'eau de refroidissement qui se vaporise au contact des barres de combustible devient moins dense. La vapeur capture moins de neutrons qui sont donc davantage disponibles pour la fission : le dégagement d’énergie s’emballe. La vaporisation de l’eau dans un RBMK génère donc une réactivité positive.
En temps normal, le coefficient de température négatif du combustible l’emporte sur celui positif de l’eau de refroidissement.
Or, à puissance réduite comme dans les circonstances de l'accident de Tchernobyl, c’est le contraire : le coefficient de vide positif de l’eau l’emporte sur celui du négatif du combustible et le réacteur RBMK devient naturellement instable et sujet à de brusques à-coups de puissance appelé excursion nucléaire. Cette instabilité a entraîné d’abord une chute de puissance et surtout plus tard l'emballement énergétique dans les circonstances de l'accident de Tchernobyl, amplifié par plusieurs facteurs combinés.

### Amplifiés par des erreurs humaines
Les défauts structurels de conception du réacteur RMBK furent exacerbés par des erreurs humaines au cours du test d'ilotage qui conduisit à l'accident notamment :
- le retrait d'un trop grand nombre de barres de contrôle pour faire remonter la puissance du réacteur dont le cœur était empoisonné au xénon en raison d'un maintien à 50 % de la puissance pendant les 8 heures précédant le test[3]. Seules 8 barres avaient été laissées insérées dans le cœur là ou un minimum impératif de 30 barres permanentes était requis[12] ;
- le blocage des systèmes de sécurité du réacteur[14] ;
- la fermeture des vannes de collecte de la turbine en vapeur au cours du test, augmentant en retour celle présente dans le cœur et donc la réaction de fission de manière incontrôlable par l'effet coefficient du vide positif[10] ;

Ces erreurs humaines furent possibles par l'absence de culture de sécurité au sein du personnel d'exploitation des centrales nucléaires en ex-URSS, elle-même résultante du programme nucléaire soviétique lancé dans les années 1970.

### L'absence de culture soviétique de la sûreté nucléaire
En 1986, les exploitants de Tchernobyl furent désignés comme les principaux responsables de l'accident avant la mise en lumière des défauts structurels du réacteur RMBK. Ils seront par la suite réhabilités plus tard par l’Institut Kurchatov qui soulignera l’ignorance et le niveau des cadres scientifiques : « Pendant longtemps le ministère de l’Energie de l’URSS a exploité les RBMK (…) sans prêter attention aux signaux inhabituels et répétés des systèmes de sûreté liés au niveau de puissance. (…) et n’a pas exigé d’enquêtes approfondies sur les situations d’urgence. Nous sommes forcés de conclure qu’un accident du genre de celui de Tchernobyl était inévitable ».
Ce phénomène de manque de culture de sureté imputée au personnel était amplifié par l'impératif de tenir les délais dans le cadre du programme de développement de l'industrie électro nucléaire soviétique lancé à marche forcée dans les années 1970 et ce, avant de répondre aux exigences de sécurité indispensables dans ce type d'industrie.
En effet, chaque nouveau réacteur nucléaire mis en service et raccordé au réseau permettait d'économiser pour l'URSS 3 millions de tonnes de pétrole dont l'exportation vers les pays occidentaux permettait en retour un apport important de précieuses devises étrangères dans une période charnière ou l'URSS accumulait les difficultés économiques dans un système globalement à bout de souffle.
Dans son témoignage, le physicien Valery Legassov chargé de la gestion de la catastrophe de Tchernobyl laissa un témoignage à ce sujet, publié quelques mois après son suicide, par la Pravda du 20 mai 1988. Il y écrivait « Lors du rapport qu’il fit à la réunion du 14 juillet 1986, N.I. Ryjkhov (Premier ministre et membre du Politburo du Parti Communiste) affirma que, selon toute apparence, l’avarie à la centrale ukrainienne n’avait pas été fortuite, et que c’était en fait de manière inéluctable que l’économie atomique en était arrivée à un événement aussi grave. Je fus frappé par la justesse de ces propos, étant moi-même incapable de résumer ainsi l’état des choses. Je me rappelais un cas significatif survenu un jour dans une centrale: au lieu de souder correctement un joint du circuit principal, les soudeurs s’étaient contentés de placer une électrode, la soudant à peine en surface. On avait risqué une avarie épouvantable, l’explosion d’une conduite importante, avec perte intégrale du fluide de refroidissement, la fonte de la zone active, la destruction du réacteur, Mais, heureusement, cette centrale disposait d’un personnel discipliné, attentif et précis; en effet, le point non étanche détecté par l’opérateur n’était même pas décelable au microscope. On se lança alors dans des investigations pour découvrir que l’on se trouvait tout simplement en présence d’une soudure bâclée. On se mit ensuite à examiner les documents: ils portaient tous les signatures requises, celle du soudeur qui confirmait avoir effectué un travail de qualité, celle aussi du responsable de la détection par flux gamma qui disait avoir contrôlé ce joint, joint en réalité inexistant. Tout cela au nom de la productivité du travail, à savoir la soudure d’un nombre maximum de joints. Un tel gâchis frappa vivement notre imagination. On s’attacha alors à contrôler ce même secteur dans d’autres centrales, et les résultats ne furent pas partout satisfaisants ».
Le KGB fit état également lui-même dans ses rapports, des malfaçons rencontrées sur des chantiers dont celui de la centrale de Tchernobyl, ainsi que, de façon plus générale, des nombreux problèmes rencontrés dans les centrales soviétiques dans les années 70. 
Dans un rapport ce dernier écrivait que : «Pendant la période d’exploitation des réacteurs RBMK 1977 – 1981, il y a eu vingt-neuf arrêts d’urgence, dont huit imputables à la responsabilité du personnel et les autres dus à des raisons techniques. […] Les investigations ont montré que les équipements de contrôle ne satisfaisaient pas aux exigences de fiabilité requises par des centrales nucléaires. […] Ces problèmes ont été plusieurs fois portés à l’attention des instituts qui ont conçu ces réacteurs. Mais cela n’a pas été résolu à ce jour. Le système des barres de contrôle, comme les relais et les contacteurs, ne sont pas fiables, et cela a causé des arrêts d’urgence en 1979 et 1981. Dans un document spécial d’information d’octobre 1984, relatif aux défauts des unités de Tchernobyl, ces problèmes ont été communiqués au KGB d’Ukraine. […] Le concepteur a été informé, mais, même sur les unités 5 et 6 en construction, ces remarques n’ont pas été prises en compte. Tout cela a été officiellement notifié […] à la direction de la centrale de Tchernobyl, en leur demandant de remédier à ces défauts. Jusqu’ici les mesures nécessaires n’ont pas été mises en œuvre".
Toutefois, la construction accélérée des centrales nucléaires, priorité majeure alors de l'URSS faisait que les accidents d'exploitation sur les réacteurs RBMK étaient systématiquement passés sous silence, empêchant toute amélioration ultérieure. De vingt-quatre réacteurs répartis sur neuf sites à la fin des années 1970, l'URSS était passée au 1er janvier 1987, à quarante et un réacteurs sur seize sites différents créant un rythme intensif et imposant en interne des délais de construction et de respect des procédures extrêmement difficile à tenir. 
De plus, il faut également signaler que l’URSS, avait accepté de s’ouvrir aux inspections de l’AIEA qu’à partir de l'année 1985, et pas pour les réacteurs RBMK.
En 1991, en URSS, la commission du Comité d’Etat chargé de la sûreté nucléaire (CECSIN), reconnut les principaux défauts de conception des réacteurs RBMK dont : des plages d’instabilité à basse puissance, des barres de contrôle mal conçues tombant trop lentement dans le cœur et pouvant augmenter la réactivité quand elles sont en position haute.

## Sûreté
Le graphite, les blindages et le système de refroidissement sont, avec les barres de contrôle et les instruments de contrôle et de calcul, les premiers moyens destinés à assurer la sécurité du réacteur. Outre ces systèmes (classiques), le cœur du réacteur est entouré, sur toute sa hauteur, d'un réservoir annulaire d'eau, lui-même ceinturé d'une enceinte contenant du sable (1 300 kg/m3) qui constituent un double système passif supplémentaire de protection. Le fond et le couvercle de la cuve sont étayés et isolés thermiquement. Les parois verticales du cœur du réacteur et d'autres éléments sont conçus pour offrir une bonne souplesse face aux dilatations thermiques, mais l'ensemble du système est toutefois jugé trop instable par les spécialistes des pays qui ne l'utilisent pas, notamment dans les pays occidentaux qui ont choisi d'entourer leurs réacteurs d'une seconde enceinte plus dure et plus étanche chargée de mieux confiner les produits d'une fuite ou d'une explosion.
En matière de sûreté et de sécurité, les RBMK sont équipés des différents systèmes comme le système de refroidissement d'urgence du cœur (SRUC) qui consiste à parer l'éventualité d'une double rupture totale d'une conduite, avec coupure d'électricité hors du site. Cela implique la rupture des collecteurs de pression ou du collecteur d'aspiration de la pompe de circulation principale. Dans cette éventualité, le SRUC assure à la fois le refroidissement immédiat du cœur du réacteur et l'évacuation à long terme de la chaleur de désintégration avec six pompes alimentées par le système de localisation des accidents pour refroidir la moitié endommagée du cœur et trois pompes alimentées par les réservoirs de condensat épuré pour refroidir la moitié non endommagée du réacteur en cas d'accident ou d'incident.
Il y a également sur les RBMK un système de localisation des accidents (SLA). Celui-ci, détendeur de pression, englobe une partie du circuit de circulation principal et se compose de compartiments étanches.
D’autre part, ces réacteurs sont équipés d'un système de protection contre les surpressions dans le caisson du réacteur. C'est un élément important du système de sûreté des RBMK. Ce système les protège contre les suppressions qui pourraient se produire en cas de rupture de tube de force à l'intérieur du caisson, la détente étant assurée par des tubes qui relient le caisson au SLA par l'intermédiaire d'une garde hydraulique. Cet appareillage peut accepter la rupture de deux ou trois tubes de force (pour les réacteurs de la première et de la deuxième génération respectivement). Ce système a été amélioré pour pouvoir supporter, aujourd'hui, la rupture simultanée d'un maximum de neuf tubes de force.
Des modifications de conception ont été faites sur ces différents équipements de sûreté après l'accident de Tchernobyl ,,.

## Caractéristiques techniques des RBMK
| Paramètres                                               | RBMK-1000            | RBMK-1500            |
| -------------------------------------------------------- | -------------------- | -------------------- |
| Puissance thermique (MWt)                                | 3 200                | 4 800                |
| Puissance électrique (MWe)                               | 1 000                | 1 500                |
| Nombre de turbines × puissance du turbogénérateur (MWe)  | 2 × 500              | 2 × 750              |
| Rendement (%)                                            | 30,4                 | 31,3                 |
| Hauteur du cœur (m)                                      | 7                    | 7                    |
| Diamètre du cœur (m)                                     | 11,8                 | 11,8                 |
| Nombre d'assemblages de combustible                      | 1 693                | 1 661                |
| Charge initiale d'uranium du cœur (tonnes)               | 192                  | 189                  |
| Combustible                                              | UO2                  | UO2                  |
| Enrichissement                                           | 1,8 % jusqu'à 2,4 %  | 1,8 % jusqu'à 2,4 %  |
| Combustion moyenne (MWj/tonne d'uranium)                 | 18 100               | 18 100               |
| Matériau de l'enveloppe du combustible                   | Alliage de zirconium | Alliage de zirconium |
| Circulation de la vapeur vers la turbine (tonnes/heures) | 5 400                | 8 200                |
| Circulation de l'eau dans le réacteur (tonnes/heures)    | 37 500               | 29 000               |
| Pression d'entrée de la vapeur aux turbines (bars)       | 65                   | 65                   |
| Température d'entrée de la vapeur aux turbines (°C)      | 280                  | 280                  |

## Liste des réacteurs RBMK
| Nom du réacteur | Type de réacteur | Mise en service                           | Arrêt                                     | Puissance brute (MWe) | Puissance nette (MWe) | Statut                                             |
| --------------- | ---------------- | ----------------------------------------- | ----------------------------------------- | --------------------- | --------------------- | -------------------------------------------------- |
| Ignalina-1      | RBMK-1500        | 1983                                      | Décembre 2004                             | 1 500                 | 1 185                 |                                                    |
| Ignalina-2      | RBMK-1500        | 1987                                      | Décembre 2009                             | 1 500                 | 1 185                 |                                                    |
| Ignalina-3      | RBMK-1500        | Construction annulée en 1988              | Construction annulée en 1988              | 1 500                 | 1 380                 |                                                    |
| Ignalina-4      | RBMK-1500        | Construction annulée en 1988              | Construction annulée en 1988              | 1 500                 | 1 380                 |                                                    |
| Kostroma-1      | RBMK-1500        | Construction annulée dans les années 1980 | Construction annulée dans les années 1980 | 1 500                 | 1 380                 |                                                    |
| Kostroma-2      | RBMK-1500        | Construction annulée dans les années 1980 | Construction annulée dans les années 1980 | 1 500                 | 1 380                 |                                                    |
| Leningrad-1     | RBMK-1000        | 1973                                      | Décembre 2018                             | 1 000                 | 925                   |                                                    |
| Leningrad-2     | RBMK-1000        | 1975                                      | Novembre 2020                             | 1 000                 | 925                   |                                                    |
| Leningrad-3     | RBMK-1000        | 1979                                      |                                           | 1 000                 | 925                   | Opérationnel jusqu'en 2030                         |
| Leningrad-4     | RBMK-1000        | 1981                                      |                                           | 1 000                 | 925                   | Opérationnel jusqu'en 2031                         |
| Koursk-1        | RBMK-1000        | 1976                                      | Décembre 2021                             | 1 000                 | 925                   |                                                    |
| Koursk-2        | RBMK-1000        | 1979                                      | Janvier 2024                              | 1 000                 | 925                   |                                                    |
| Koursk-3        | RBMK-1000        | 1984                                      |                                           | 1 000                 | 925                   | Opérationnel jusqu'en 2033                         |
| Koursk-4        | RBMK-1000        | 1986                                      |                                           | 1 000                 | 925                   | Opérationnel jusqu'en 2035                         |
| Koursk-5        | RBMK-1000        | Construction annulée en 2012              | Construction annulée en 2012              | 1 000                 | 925                   |                                                    |
| Koursk-6        | RBMK-1000        | Construction annulée en 1993              | Construction annulée en 1993              | 1 000                 | 925                   |                                                    |
| Tchernobyl-1    | RBMK-1000        | 1977                                      | Novembre 1996                             | 1 000                 | 925                   |                                                    |
| Tchernobyl-2    | RBMK-1000        | 1978                                      | Octobre 1991                              | 1 000                 | 925                   |                                                    |
| Tchernobyl-3    | RBMK-1000        | 1981                                      | Décembre 2000                             | 1 000                 | 925                   |                                                    |
| Tchernobyl-4    | RBMK-1000        | 1983                                      | 26 avril 1986                             | 1 000                 | 925                   | Détruit par la catastrophe nucléaire de Tchernobyl |
| Tchernobyl-5    | RBMK-1000        | Construction annulée en 1989              | Construction annulée en 1989              | 1 000                 | 925                   |                                                    |
| Tchernobyl-6    | RBMK-1000        | Construction annulée                      | Construction annulée                      | 1 000                 | 925                   |                                                    |
| Smolensk-1      | RBMK-1000        | 1983                                      |                                           | 1 000                 | 925                   | Opérationnel jusqu'en 2032                         |
| Smolensk-2      | RBMK-1000        | 1985                                      |                                           | 1 000                 | 925                   | Opérationnel jusqu'en 2035                         |
| Smolensk-3      | RBMK-1000        | 1990                                      |                                           | 1 000                 | 925                   | Opérationnel jusqu'en 2040                         |
| Smolensk-4      | RBMK-1000        | Construction annulée en 1993              | Construction annulée en 1993              | 1 000                 | 925                   |                                                    |

## Améliorations après Tchernobyl

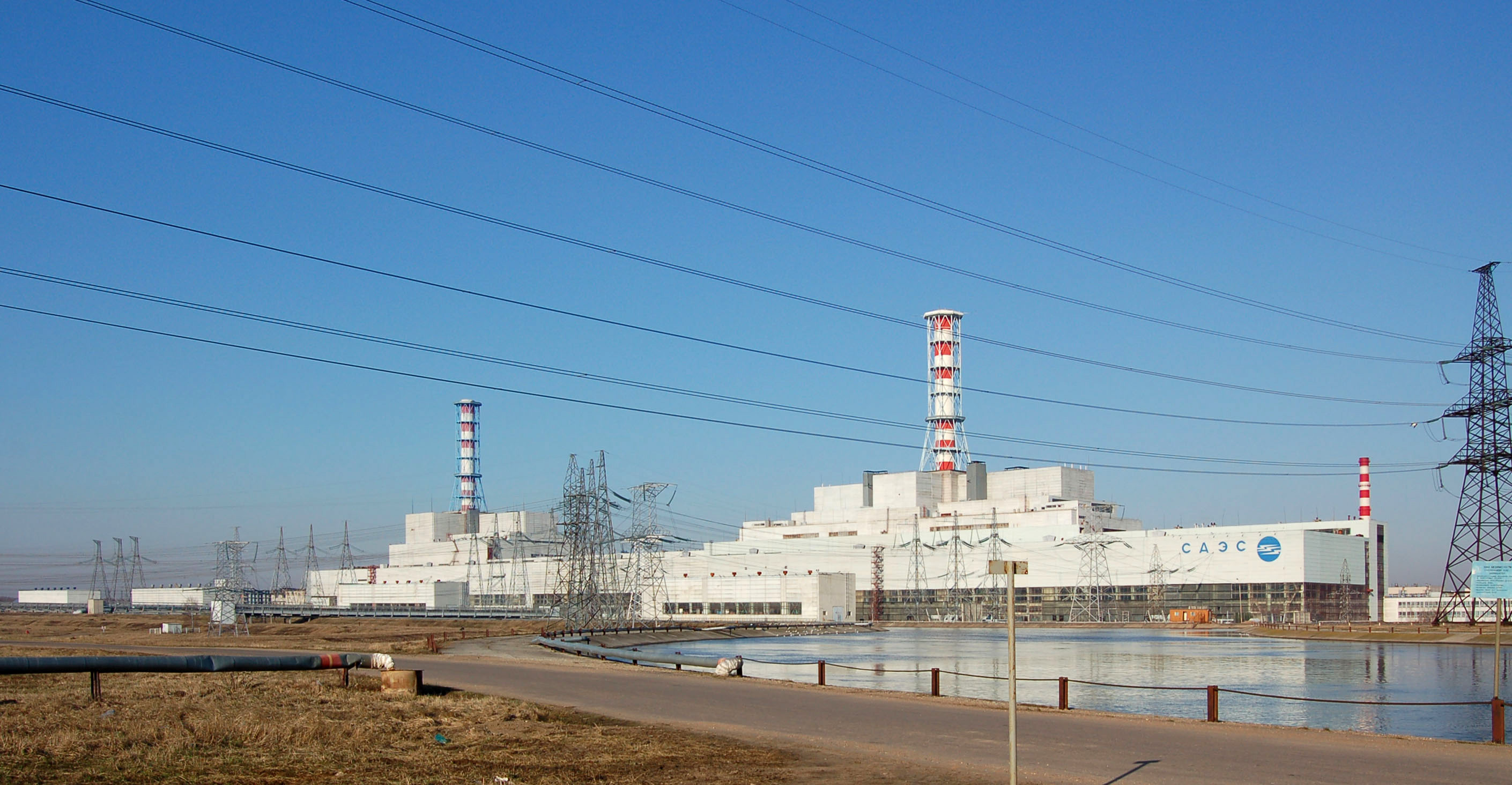
Vue des trois réacteurs RBMK de la centrale nucléaire de Smolensk en 2008.

En 2024, il reste 7 réacteurs RBMK en activité, tous situés en Russie : 2 à Koursk, 2 à Sosnovy Bor, 3 à Smolensk.
La Russie poursuit pour ces réacteurs une logique de prolongation de leur durée d'exploitation. Cette dernière, qui était initialement de trente ans, est portée à environ 45 ans. En conséquence, le dernier réacteur RBMK (Smolensk-3), mis en service en 1990, pourrait ainsi fonctionner jusqu’en 2035.
De place face au retard de mise en service des unités de remplacement, l'exploitant Rosenergoatom prévoit de prolonger les RBMK de deuxième et troisième génération jusqu’à 50 ans afin d’éviter une vague de fermetures d'anciennes unités dans les années à venir et de maintenir un niveau de production stable jusqu'à la mise en service de nouvelles capacités après 2030.
Plusieurs améliorations structurelles ont été menées sur les réacteurs RBMK.

### Réduction du coefficient (effet) positif de température
Pour réduire l'effet déstabilisant du coefficient positif de température des RBMK, les deux principales mesures ont été :
- l'ajout, dans le cœur du réacteur, d'un certain nombre de barres absorbantes fixes permanentes en remplacement d'assemblages de combustible[2] ;
- l’augmentation progressive de l'enrichissement du combustible passé de 2 à 2,6%[2].

Sans rendre le coefficient négatif, ces mesures ont contribué à le réduire significativement.

### Modification du système d'arrêt d'urgence
Pour remédier aux défauts de ce système, les mesures immédiates d'amélioration sous l'égide de l'AIEA ont été les suivantes :
- l'installation d'un second système d'arrêt rapide ou Système de Protection d'Urgence (SPU) de 24 nouvelles barres pouvant descendre en 7 ou 2,5 secondes en fonction de l'option choisie[2] ;
- la modification de la conception des barres absorbantes[2] ;
- la réduction sur le système d'arrêt principal du temps d'introduction des barres de contrôle passé de 18 à 12 secondes[2] ;
- l'installation de nouveaux signaux d'alarme pour le déclenchement de l'arrêt d'urgence ;
- la mise en place d'alarme spécifique et d'un arrêt manuel lorsque la puissance du réacteur passe en dessous de 700 MW ou si le nombre de barres de contrôle amovibles est inférieur à 30 dans le cœur du réacteur[2].

### Amélioration de la capacité de dépressurisation du système de confinement
Des modifications ont été apportées à ce système pour en augmenter la capacité d'évacuation et de dépressurisation lors de situations accidentelles. Il s'agit principalement d'un système de réduction de la pression par condensation de la vapeur. Le réacteur RBMK reste le seul type au monde qui n'a pas de seconde enceinte de confinement autour de la cuve.
Au-delà des modifications génériques rappelées ci-dessus, un programme de modernisation spécifique a été conçu par la suite pour chaque réacteur. Les systèmes de sûreté les plus importants (par exemple le système d'arrêt d'urgence) ont été entièrement remplacés par de nouveaux systèmes plus modernes et plus fiables.
Une évaluation approfondie de la sûreté des réacteurs RBMK, après modernisation, a été menée par des groupes d'experts internationaux, à travers les deux cas concrets spécifiques des réacteurs Koursk-1 (1 000 MWe) et Ignalina-2 (1 500 MWe). Dans les deux cas, les conclusions ont souligné une amélioration très sensible de la sûreté de leur fonctionnement par rapport à leur situation initiale.
Le coût de la modernisation a été évaluée à 300 millions de dollars par réacteur RBMK pour un total de 4 milliards de dollars. Le coût de la catastrophe de Tchernobyl a été évalué à 175 milliards de dollars.

## Dans la fiction
Les défauts du réacteur RBMK sont exposés en détail au cours de la mini-série de la chaine HBO, Chernobyl, notamment lors du procès (épisode 5).
Le physicien Grigori Medvedev, qui écrira un ouvrage sur l'accident de Tchernobyl intitulé La vérité sur Tchernobyl paru en France en 1990, avait écrit dans les années 1970 une nouvelle avec pour sujet  l'explosion d'un réacteur RBMK. Il fut censuré par le pouvoir politique  pour exagération et pour attitude anti-soviétique. Il parvint à transmettre le texte et la publication était prévue pour avril 1986, veille de l'accident sur le réacteur de Tchernobyl.